# Vaudeville

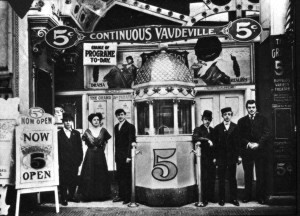
Un teatro di vaudeville di inizio XX secolo

Il vaudeville (/vodˈvil/) è un genere teatrale nato in Francia a fine Settecento.

## Descrizione
Il termine indica le commedie leggere in cui alla prosa vengono alternate strofe cantate su arie conosciute (vaudevilles). Deriva probabilmente dall'espressione francese voix de ville (lett. "voce della città") o forse da Vau de Vire, valle della Normandia celebre per delle particolari e tipiche canzoni su temi d'attualità; veniva impiegato sin dal XV secolo per indicare non l'intero spettacolo bensì una canzone, eventualmente eseguita sulla scena, spesso di contenuto licenzioso o satirico.
«(…) questi couplets e canzonette, che spesso si giovano di arie già note d'operetta, passano dalla campagna alla città, dai rioni popolari alle sale di corte, e finiscono per fare ingresso nella commedia comica, che ha stretti legami col melodramma».
Il Théâtre du Vaudeville, primo teatro di gran successo in cui venivano rappresentati i vaudeville, risale al 1792.

### Vaudeville nel Nord America
Dagli anni ottanta dell'Ottocento fino agli anni venti del Novecento, il genere prende piede anche in Nord America, trasformandosi nel moderno spettacolo di varietà. In questo paese la sua popolarità crebbe con lo sviluppo industriale e la crescita demografica delle città, declinando poi con l'introduzione dei film sonori e della radio. Ebbe un momento d'oro a Berlino tra il 1930 e il 1945, grazie a locali come il Titania Palast.

## Autori divaudeville
- Georges Courteline
- Maurice Desvallières
- Georges Feydeau
- Alfred Hennequin
- Maurice Hennequin
- Eugène Labiche
- Eugène Scribe

## Interpreti celebri delvaudeville
- Étienne Arnal
- Adele & Fred Astaire
- Le sorelle Barrison
- Nora Bayes & Jack Norworth
- Jack Benny
- Edgar Bergen & Charlie McCarthy
- Sarah Bernhardt
- Fanny Brice
- Joe E. Brown
- George Burns & Gracie Allen
- Frank Byron, Jr.
- Marie Cahill
- Eddie Cantor
- Alan Carney
- Benjamin Antier, pseudonimo di Benjamin Chevrillon
- Charley Chase
- Vernon e Irene Castle
- Charlie Chaplin
- Jerry Lewis
- Charmon
- Ching Ling Foo
- George M. Cohan
- Marie Dressler
- Jimmy Durante
- Cliff Edwards, noto anche come Ukelele Ike
- Julian Eltinge
- W. C. Fields
- Eddie Foy
- Harry Fox & Dolly Sisters
- Trixie Friganza
- Roscoe Conkling Arbuckle "Fatty"
- Joe Frisco
- Ed Gallagher & Al Shean
- Charley Grapewin
- Great Lester
- Anna Held
- Hildegarde
- Raymond Hitchcock
- Bob Hope
- Harry Houdini
- May Irwin
- George Jessel
- Al Jolson
- Harry Kahne
- Buster Keaton
- Bert Lahr
- Harry Lauder
- Gypsy Rose Lee
- I fratelli Marx
- Winsor McCay & Gertie il dinosauro
- Ethel Merman
- Jimmy Nelson
- Original Creole Orchestra
- Isabella Patricola
- Joe Penner
- Molly Picon
- Queen
- Blanche Ring
- Bill "Bojangles" Robinson
- Pat Rooney
- Lillian Russell
- Blossom Seeley
- Smith & Dale
- Eva Tanguay
- Vesta Tilly
- Sophie Tucker
- Ben Turpin
- Van & Schenck
- Jules Vernon
- Nedra Volz
- Fannie Ward
- Weber & Fields
- Señor Wences
- Mae West
- Bert Williams
- Paul Winchell
- Ed Wynn
- Henny Youngman